# Roncus ivanjicae
Espèce
Roncus ivanjicae est une espèce de pseudoscorpions de la famille des Neobisiidae.

## Distribution
Cette espèce est endémique de Serbie. Elle se rencontre vers Ivanjica.

## Description
Le mâle holotype mesure 2,17 mm et les femelles de 2,355 à 2,68 mm.

## Publication originale
- Ćurčić & Ćurčić, 1995 : Roncus ivanjicae, a new epigean pseudoscorpion from Serbia, Yugoslavia (Pseudoscorpiones: Neobisiidae), with notes on the validity of some diagnostic characters. Acta Arachnologica, vol. 44, no 1, p. 17-25 (texte intégral).